# Strahlungsgleichgewicht
Das Strahlungsgleichgewicht ist der Zustand, den ein abgeschlossenes System von strahlenden Körpern erreicht, wenn alle Körper die gleiche Endtemperatur angenommen haben: jeder Körper emittiert genauso viel Strahlung wie er absorbiert.
Im Fall der Beteiligung Grauer Körper am Strahlungsgleichgewicht folgt deren Wärmeabstrahlungsleistung dem erweiterten Stefan-Boltzmann-Gesetz:
{\displaystyle P=\varepsilon \cdot \sigma \cdot A\cdot T^{4}},
wobei der Absorptionskoeffizient {\displaystyle \varepsilon } für Schwarze Körper den Wert 1 annimmt.

## Beispiel Erde
Die Strahlungsleistung der Sonne auf die Erde beträgt (näherungsweise):
{\displaystyle P=E_{0}\cdot \pi \cdot r_{\mathrm {E} }^{2}=1{,}74\cdot 10^{17}\,\mathrm {W} }
wobei {\displaystyle P} die Leistung darstellt, {\displaystyle E_{0}} die Solarkonstante und {\displaystyle r_{\mathrm {E} }} den Erdradius.
Die hinzugezogene Fläche ist hier der Querschnitt der Erde. Zwecks Vereinfachung wird außerdem angenommen, dass keine Strahlung reflektiert wird, die Erde also ein Albedo von Null besitzt.
Für ein Temperaturgleichgewicht muss die gleiche Leistung über Schwarzkörperstrahlung abgegeben werden. Nach dem Stefan-Boltzmann-Gesetz gilt für die abgestrahlte Leistung eines idealen Schwarzen Körpers:
{\displaystyle {\begin{aligned}T^{4}&={\frac {P}{\sigma \cdot A}}={\frac {1{,}74\cdot 10^{17}\,\mathrm {W} }{\sigma \cdot 4\pi r_{\mathrm {E} }^{2}}}\\T&=278{,}5\,\mathrm {K} \end{aligned}}}
mit der Stefan-Boltzmann-Konstante {\displaystyle \sigma } und der Erdoberfläche als Fläche.
Dies entspricht einer gemittelten Erdtemperatur von {\displaystyle 5{,}4\mathrm {^{\circ }\mathrm {C} } } (nur durch Schwarzkörperstrahlung). Unter zusätzlicher Berücksichtigung der Albedo ergibt sich {\displaystyle -19\mathrm {^{\circ }\mathrm {C} } } Strahlungstemperatur, mit Treibhauseffekt {\displaystyle +15\mathrm {^{\circ }\mathrm {C} } } an der Erdoberfläche.